# Mechanicsburg, Pennsylvania
Mechanicsburg är en kommun (borough) i Cumberland County i Pennsylvania. Vid 2020 års folkräkning hade Mechanicsburg 9 311 invånare.

## Kända personer från Mechanicsburg
- Rikki Rockett, musiker
- Bobby Warshaw, fotbollsspelare